# Đảo Trung (Kenya)
Đảo Trung hay còn được gọi là Đảo Cá Sấu là một hòn đảo núi lửa nằm giữa hồ Turkana, Kenya. Hòn đảo cũng chính là một vườn quốc gia của Kenya, được quản lý bởi Cục Hoang dã Kenya.
Nó bao gồm hơn mười miệng núi lửa và núi lửa hình nón, ba trong số đó được lấp đầy bởi các hồ nước nhỏ. Hai hồ nước lớn nhất nằm trên các miệng núi lửa rộng tới 1 km và sâu khoảng 80 mét. Điểm cao nhất trên đảo là một đỉnh bazan cao 550 mét, ở độ cao khoảng 190 mét so với mặt hồ. Một số hòn đảo nhỏ khác nằm chìm bên dưới bề mặt hồ Turkana gần đảo.
Hòn đảo cũng là một phần của Các Vườn quốc gia Hồ Turkana đã được UNESCO công nhận là Di sản thế giới vào năm 1997.